# Ангал батыра
Ангал батыра (каз. Аңғал Батыр, до 2001 г. — Жанааул) — аул в Енбекшильдерском районе Акмолинской области Казахстана. Административный центр Ангалбатырского сельского округа. Код КАТО — 114532100.

## География
Аул расположен в северной части района, на расстоянии примерно 45 километров (по прямой) к северу от административного центра района — города Степняк.
Абсолютная высота — 265 метров над уровнем моря.
Климат холодно-умеренный, с хорошей влажностью. Среднегодовая температура воздуха положительная и составляет около +3,3°С. Среднемесячная температура воздуха в июле достигает +19,5°С. Среднемесячная температура января составляет около -15,3°С. Среднегодовое количество осадков составляет около 435 мм. Основная часть осадков выпадает в период с мая по август.
Ближайшие населённые пункты: село Жаналык — на севере, аул Андыкожа батыра — на юго-западе.

## Население
В 1989 году население аула составляло 1541 человек (из них казахи — 100 %).
В 1999 году население аула составляло 951 человек (475 мужчин и 476 женщин). По данным переписи 2009 года, в ауле проживали 783 человека (396 мужчин и 387 женщин).
| Численность населения | Численность населения | Численность населения |
| 1989                  | 1999                  | 2009                  |
| --------------------- | --------------------- | --------------------- |
| 1541                  | ↘951                  | ↘783                  |

## Улицы[7]
- ул. Ак кайын
- ул. Аксу
- ул. Амангельды Иманова
- ул. Ангал батыра
- ул. Жамбыла Жабаева
- ул. Жанбатыра Кажы
- ул. Шауахана